# マイルズ・フィッシャー
マイルズ・フィッシャー (Miles Fisher、1983年6月23日 - ) は、アメリカ合衆国の俳優。

## 生い立ち
ジェームズ・レスリー・マイルズ・フィッシャーとして生まれ、故郷ではジェームズと呼ばれていた。父リチャード・W・フィッシャーはダラス連邦準備銀行総裁、母ナンシーはアメリカン・フィルム・インスティテュート理事をそれぞれ務めている。母方の祖父は共和党の下院議員を務めたジェームズ・M・コリンズ。
家族がワシントンD.C.に移ると、セントアルバンズ・スクールに就学。卒業したハーバード大学では英文学を専攻していた。ハーバードではア・カペラ歌唱グループKrokodiloesに所属していた。グループではツアー・マネジャーを務め、24か国における数々のイベントの計画に係わった。2006年の大学の卒業式では、式辞を述べる学生2人の中に選ばれた。ハーバードのルバロン・ラッセル・ブリッグス賞を獲得したフィッシャーの卒業論文は、「軍の予科士官学校で教鞭を執ってベトナムへの徴兵を逃れたハーバード卒業生についての脚本」であった。映画業界での成功を志し、卒業後ロサンゼルスへ移った。

## キャリア

### 俳優として
1997年、CBSのテレビ映画『ロード・トゥ・ヘブン』に出演。2000年の映画『Lone Star Struck』で初主演を飾った。2001年、ヴォーンで開かれた「国際ティーン映画祭」において、他の1万のエントリーの中から自身の短編映画『Head Shot』で主演男優賞を受賞。コラムニストのリズ・スミスはニューズデイ紙でフィッシャーを「神童」「次のトム・クルーズ」と称えた。これがきっかけとなって有力なマネジャーやエージェントと出会い、2002年にエンデヴァー・タレント・エージェンシーと契約した。2003年、ロバート・デュヴァルがロバート・E・リーを演じた南北戦争映画『ゴッド&ジェネラル/伝説の猛将』に出演。監督のロナルド・F・マクスウェルはバージニア志願兵第1連隊の勇敢な兵の役にフィッシャーを選んだ。
2008年の映画『スーパーヒーロームービー!! -最'笑'超人列伝-』でトム・クルーズを演じ、この役がインターネット上やテレビ番組『エンターテインメント・トゥナイト』『ショウビズ・トゥナイト』などで紹介され話題となる。この動画はインターネット上で1,000万回以上再生された。
2009年、エヴァン・ニコルズと短編映画『Heatshot』を制作し、ダラス国際映画祭で招待作品として上映された。同年、『ゴシップガール』では「下品な」コカインの売人を演じ、『マッドメン』の第3シーズンでは「良家出のドラッグ・ディーラー」を演じた。
レオナルド・ディカプリオがジョン・エドガー・フーヴァーを演じるクリント・イーストウッド監督の伝記映画『J・エドガー』では、フーヴァーをインタビューするFBIエージェントとして全編に亘り登場する。

### 音楽活動
フィッシャーは10歳の頃からミュージシャンを志していた。ハーバードに在学中は、30か国以上、六大州全てでKrokodiloesとして公演を行った。2008年にはサンドラ・デイ・オコナー判事のリクエストにより合衆国最高裁判所でソロ公演を行った。2009年7月、セルフタイトルEP『Miles Fisher』を自主制作。同時に発表されたトーキング・ヘッズのカバー "This Must Be the Place" のミュージック・ビデオで、2000年の映画『アメリカン・サイコ』におけるパトリック・ベイトマン役のクリスチャン・ベールに扮している。ロサンゼルスで行われたビデオの撮影には、AFIの学生が参加した。このビデオはYouTubeなどのウェブサイトに掲載され、Break.comだけで最初の24時間に20万ヒットを数えた。『Interview』誌のダレル・ハートマンは、トーキング・ヘッズの楽曲と『アメリカン・サイコ』の引用を「最高の組み合わせ」と称し、フィッシャーは「バイラル・ヒットを作った」とした。
2011年7月には新曲 "New Romance" をiTunesと自身のウェブサイトで発表。2011年8月に公開された同曲のミュージック・ビデオは、ワーナー・ブラザースがフィッシャーの提案により同社の映画『ファイナル・デッドブリッジ』の宣伝を助けるためにフィッシャーに資金を提供して実現した。ビデオは『ファイナル・デスティネーション』シリーズとシットコム『Saved by the Bell』のパロディであり、エマ・ベル、ニコラス・ダゴストら『ファイナル・デッドブリッジ』の共演者が出演している。

## フィルモグラフィ

### 映画
- Lone Star Struck (2000)
- ゴッド&ジェネラル/伝説の猛将 Gods and Generals (2003)
- Hair Apparent (2007)
- スーパーヒーロームービー!! -最'笑'超人列伝- Superhero Movie (2008)
- Head in the Sand (2009)
- My First Claire (2010)
- ファイナル・デッドブリッジ Final Destination 5 (2011)
- J・エドガー J. Edgar (2011)
- Underneath Your love (2012)
- ベイビー・メイク 私たちのしあわせ計画 The Babymakers (2012)

### テレビ
- ロード・トゥ・ヘブン True Women (1997)
- The Cleaner (2008)
- ゴシップガール Gossip Girl (2009)
- マッドメン Mad Men (2009)
- The Single Life (2011)